# Војковице (Пољска)
Војковице (пољ. Wojkowice) је град у Пољској у Војводству Шлеском у Повјату Бенђинском. Према попису становништва из 2011. у граду је живело 9.233 становника.
.

## Становништво
Према прелиминарним подацима са пописа, у граду је 2011. живело 9.233 становника.
| 2002. | 2011. | 2012. |
| ----- | ----- | ----- |
| 9.620 | 9.233 | 9.172 |